# Chirostoma bartoni
Chirostoma bartoni é uma espécie de peixe da família Atherinopsidae, endémica do México.